# Exechia
Genre
Exechia est un genre d'insectes diptères de la famille des Mycetophilidae.

## Classification
Le genre Exechia a été créé en 1863 par l'entomologiste prussien ou allemand Johannes Winnertz (1800-1890),.

## Espèces fossiles
Selon Paleobiology Database en 2023, il y a six espèces fossiles référencées :
- †Exechia cryptocephala Statz, 1944
- †Exechia distincta Théobald, 1937
- †Exechia erupta Meunier, 1907
- †Exechia inflata Meunier, 1916
- †Exechia juliaetta Lewis, 1969
- †Exechia priscula Melander, 1949[2]

## Liste des espèces
Il y a environ 178 espèces référencées dans le genre Exechia,,,.
Data sources : i = ITIS, c = Catalogue of Life, g = GBIF, b = Bugguide.net,,

## Galerie

Quelques espèces vivantes du genre Exechia.
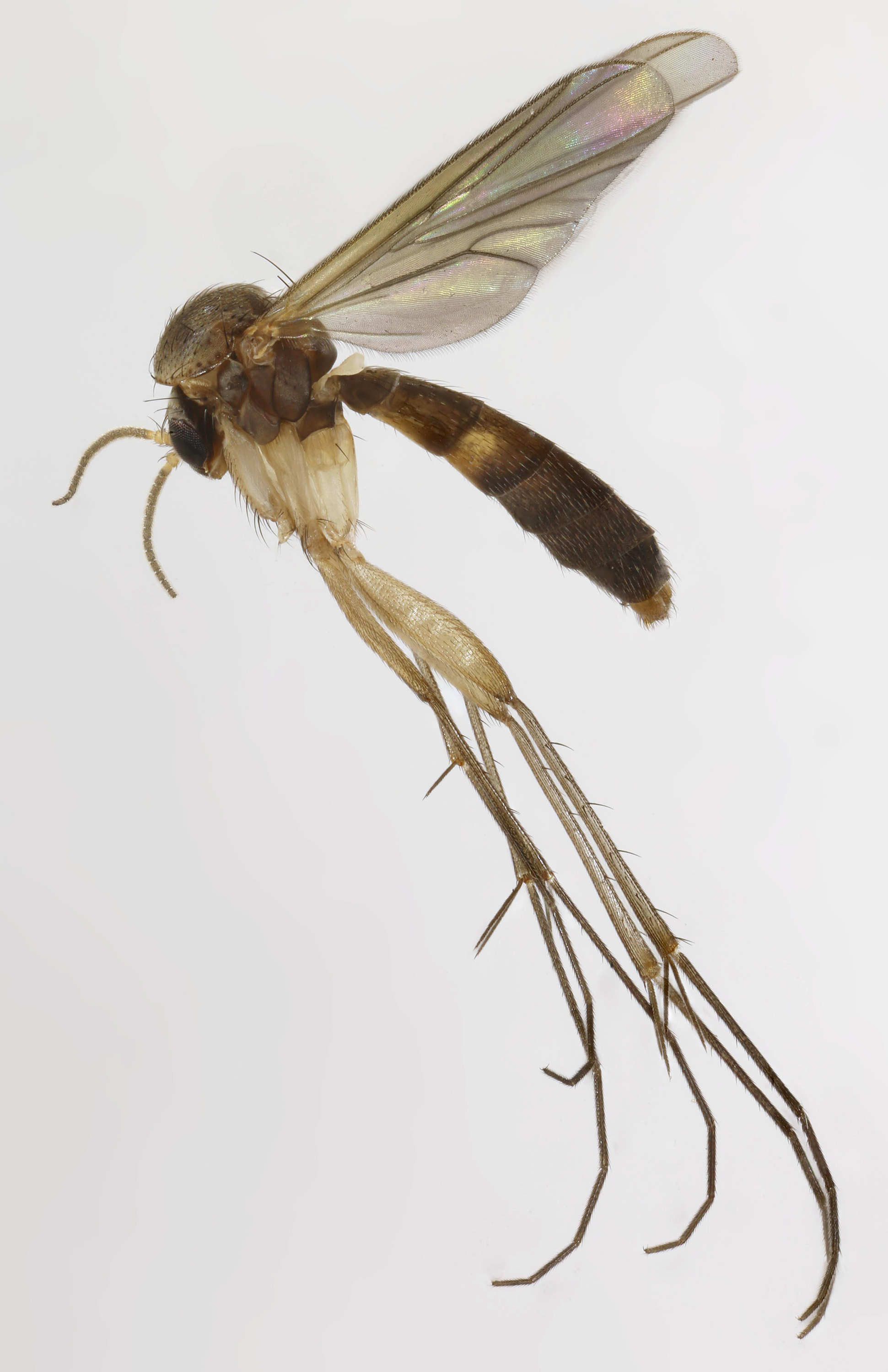
Exechia exigua.
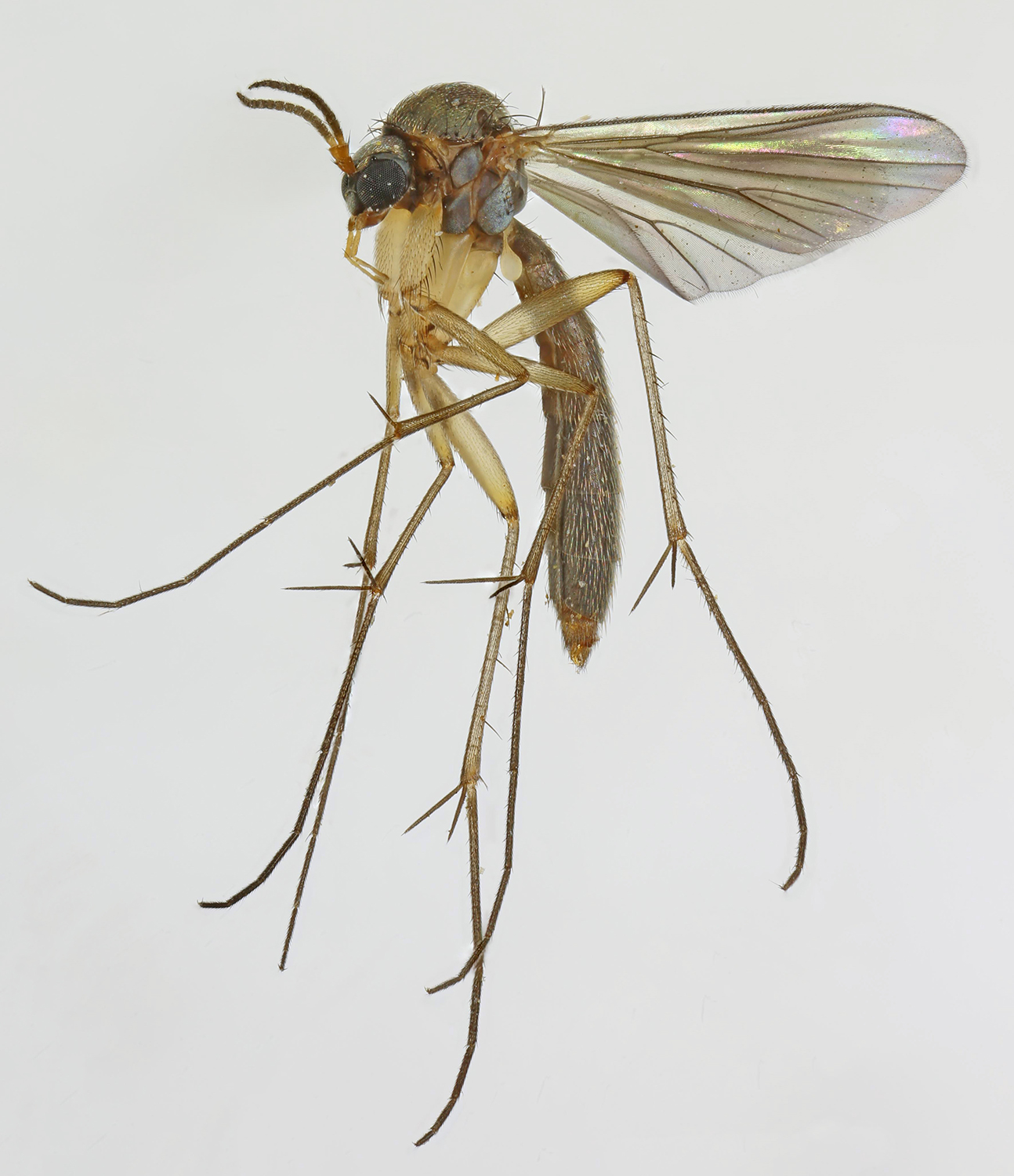
Exechia fusca.
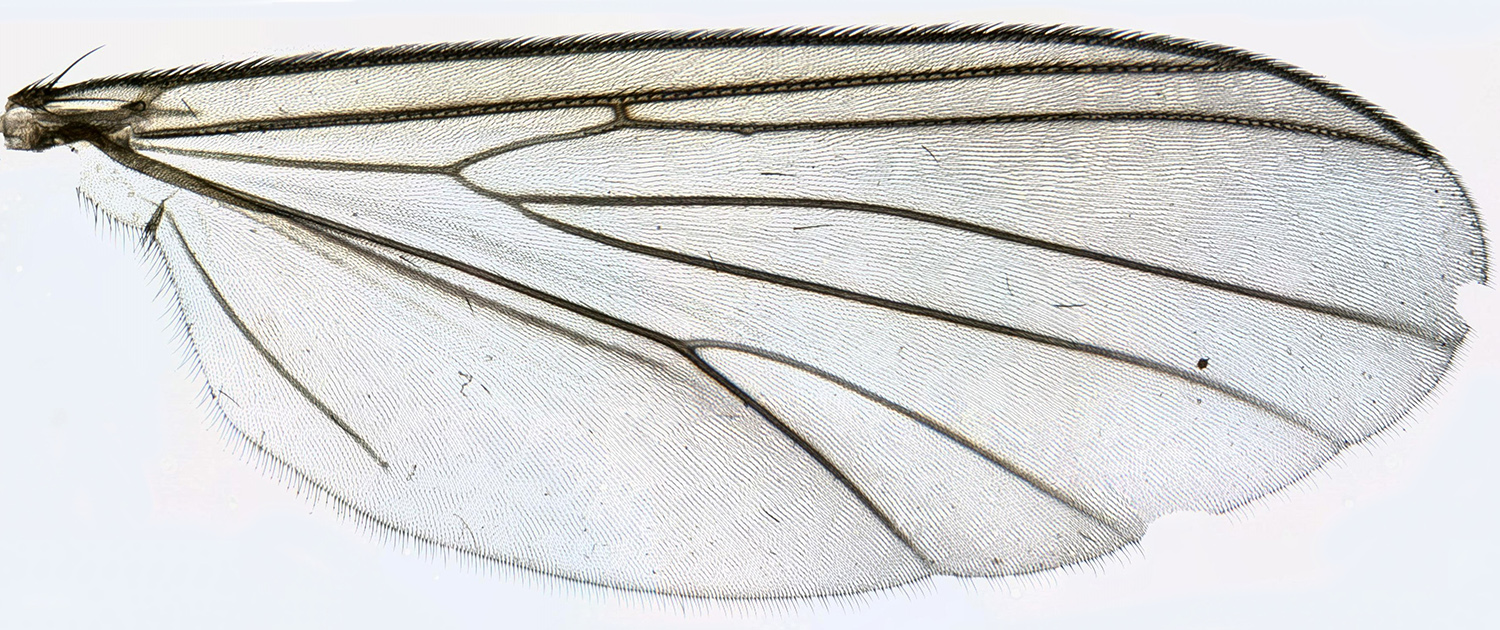
Exechia fusca - aile.
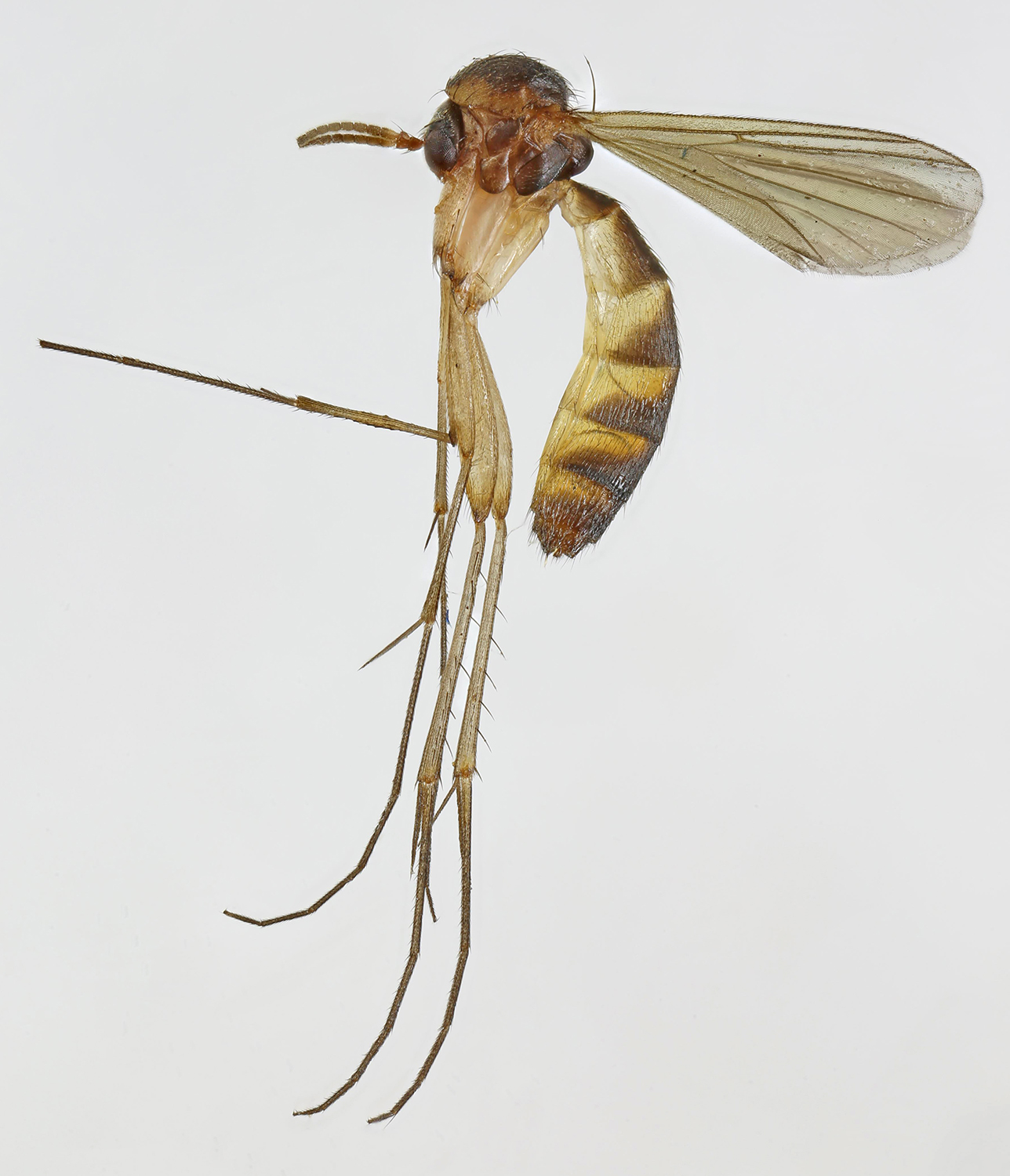
Exechia styriaca.

### Publication originale
- [Johannes Winnertz 1863] (de) Johannes Winnertz, « Beitrag zu einer monographie der pilzmücken », Verhandlungen der kaiserlich-königlichen zoologisch-botanischen Gesellschaft in Wien, Vienne, vol. 13,‎ 1863, p. 637-964 (ISSN 1025-4749, OCLC 10663946, DOI 10.5962/BHL.TITLE.9961, lire en ligne). .